# Вуліагмені (озеро)

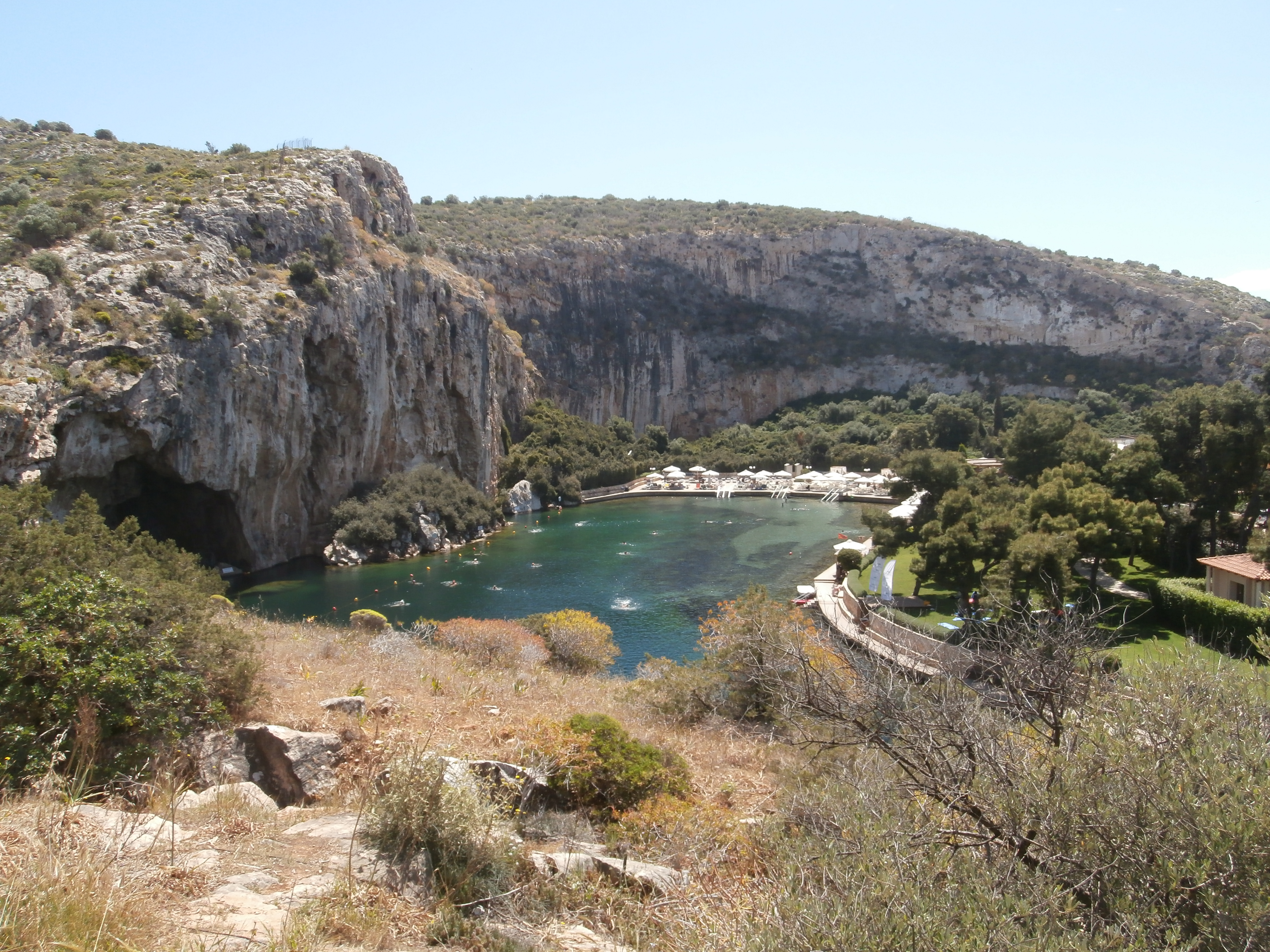
Вид на озеро

Озеро Вуліагмені (грец. ίμνη Βουλιαγμένης, «Запале озеро») — невелике мінеральне озеро, яке наповнюється підводними течіями, що просочуються через масив гори Іметт, розташованої на південь від селища Вуліагмені, Греція.

## Опис
Озеро утворилось близько 2 000 років тому внаслідок руйнування куполу великої підземної печери в результаті ерозії та серії землетрусів. Через його відносно малий вік, античні джерела про нього не згадують аж до Павсанія.
Форма озера овальна, з довжиною 260 м і шириною 145 м, загальна площа 1,59 га. Поверхня води розташована на півметра вище рівня моря.
Озеро має унікальні природні умови — до нього поступає тепла морська вода (28-35 ºC) з глибини 50-100 метрів через мережу затоплених підземних печер, і його температура ніколи не падає нижче 18 °C (зазвичай вона становить 21-24 °C), а прісне джерело зменшує його солоність до рівня солонуватості (14,5-18 г/л)..
Печера утворилась у вапнякових скелях, характерних для цього регіону. Пов'язана з озером печерна система продовжується глибоко в гору і досліджена на довжину 3,1 км. У печері відомо 14 тоннелей, в яких виявлені підводні сталагміти. Підводна печера ніколи не була повністю досліджена, і її складно дослідити навіть за допомогою сонара.
Дно озера складено муловими субстратами, багатими на сірководень. Вода озера мінералізована та має підвищений склад таких елементів як калій, натрій, літій, амоній, кальцій, залізо, хлор та йод.

## Екологія
Озеро було оголошено національною памяткою Греції та є частиною мережі охоронюваних ділянок Natura 2000.
У 1980-х роках у озері було виявлено новий вид актиній: Paranemonia vouliagmeniensis, місцевий ендемік. Також у озері знайдено два інших види безхребетних: Abra segmentum (Récluz, 1843) та Cerastoderma glaucum. Останній сприяє очищенню води озера від мікробів. Також у озері живе риба Garra rufa.

## Курорт
Оскільки вода озера має постійну теплу температуру та багата на сірководень, озеро використовується як спа з кінця 19-го ст.
Води озера показані при ревматичних захворюваннях, спортивних травмах, захворюваннях нервової системи, дерматозах і гінекологічних захворюваннях. За купання в озері здіймається плата.